# JT 42BW
JT 45BW est une série de locomotive diesel en service au sein des chemins de fer israéliens depuis 1996.

## Histoire
Cette série a été construite par l'usine meinfesa d'Alstom, puis Vossloh après rachat de l'usine de Valence en Espagne. Elle est motorisée par General Motors ; un moteur diesel EMD 710 alimente en électricité quatre moteurs D43 FM.
Elle a été commandée au cours des années 1990, lorsqu'Israël a décidé de rouvrir des lignes fret au trafic voyageurs avec des rames réversibles. La commande a été faite en plusieurs lots dont le premier était une série de locomotives Co'Co', donnant la série JT 42CW destinée au fret.

## Caractéristiques

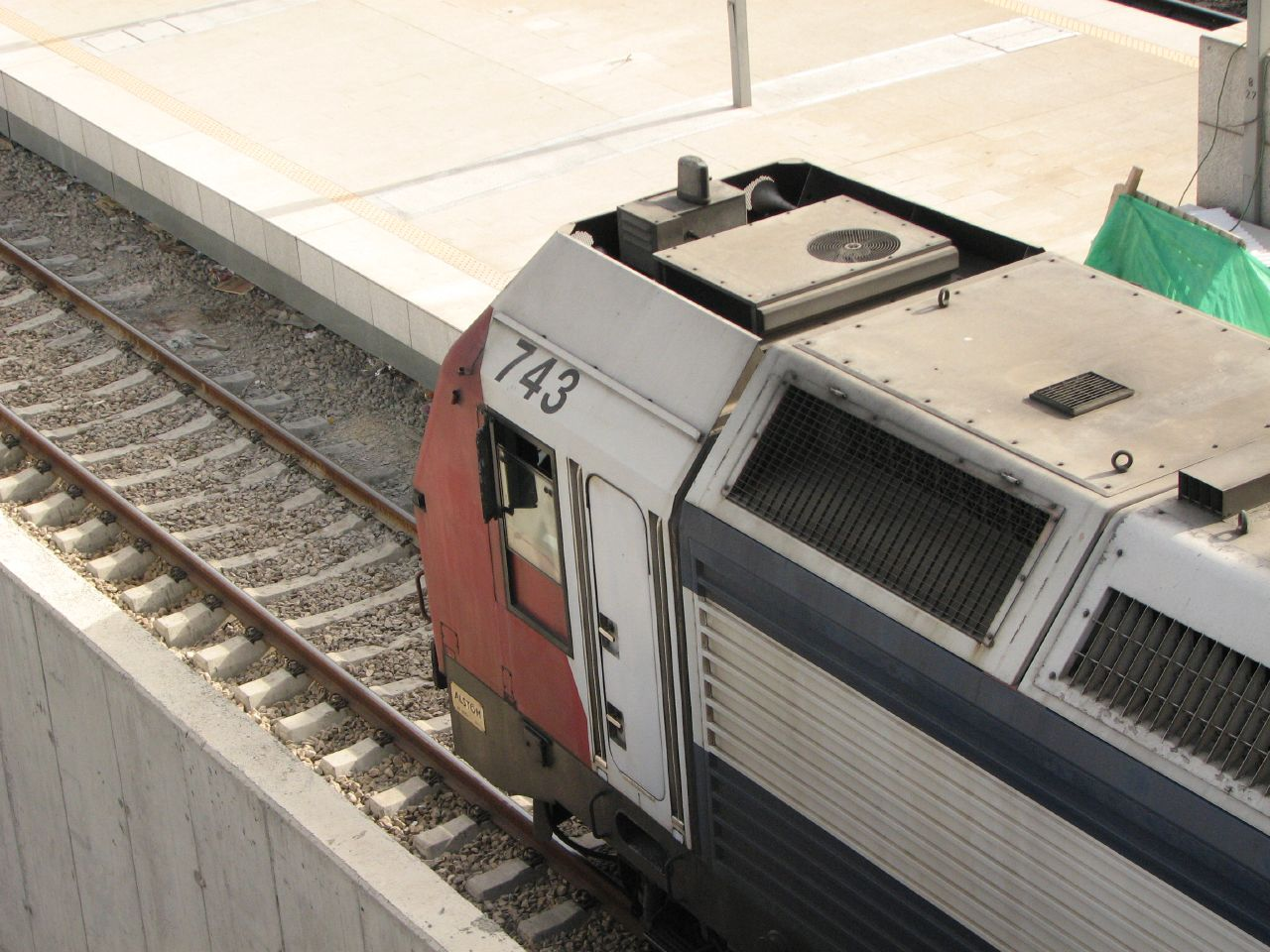
Cabine et toiture d'une JT 42BW.